# Фрумушика (Леовский район)
Фрумушика (рум. Frumușica) — село в Леовском районе Молдавии. Наряду с сёлами Казанджик и Селиште входит в состав коммуны Казанджик.

## География
Село расположено на высоте 63 метров над уровнем моря.

## Население
По данным переписи населения 2004 года, в селе Фрумушика проживает 202 человека (98 мужчин, 104 женщины).
Этнический состав села:
| Национальность | Число жителей | Процентный состав |
| -------------- | ------------- | ----------------- |
| молдаване      | 197           | 97.52             |
| болгары        | 2             | 0.99              |
| украинцы       | 1             | 0.5               |
| гагаузы        | 1             | 0.5               |
| прочие         | 1             | 0.5               |
| Всего          | 202           | 100%              |